# Hypobletus schmidti
Hypobletus schmidti är en skalbaggsart som beskrevs av Heinrich Bickhardt 1914. Hypobletus schmidti ingår i släktet Hypobletus och familjen stumpbaggar. Inga underarter finns listade i Catalogue of Life.